# Código de caracteres de 8 bits
Con un código de caracteres de 8 bits (1 byte) se pueden representar hasta 28 = 256 caracteres diferentes. 
Existe un código, que desde que fue definido en 1963, ha sido adoptado como el estándar para la transmisión de datos. Este código denominado ASCII (American Standard Code for Information Interchange) permite representar hasta 128 caracteres diferentes, para ello necesita 7 bits (27 = 128 permutaciones). Normalmente el código ASCII se extiende a 8 bits (1 byte) añadiendo un bit de control, llamado bit de paridad.
A pesar de que el código ASCII es el más ampliamente difundido, algunas empresas de sistemas informáticos crearon sus propios códigos alfanuméricos. Tal es el caso de IBM, en cuyos equipos suele utilizarse el código alfanumérico denominado EBCDIC. 
El conjunto de caracteres alfabéticos representables en ASCII no engloba los caracteres acentuados, ni otros diacríticos. Así, surgieron otros códigos de 8 bits compatibles con ASCII especialmente creados para representar otras lenguas además del inglés. El ISO 8859-1, por ejemplo, posee caracteres apropiados para el español, portugués, francés y otras lenguas latinas.